# Reza Shahabi
Reza Shahabi (...) è un sindacalista iraniano, imprigionato dalle autorità iraniane.

## Biografia
Autista di autobus, nel 2004 rifonda il Sindacato dei lavoratori degli autobus di Teheran (Sherkat-e Vahed), e a causa del suo attivismo viene licenziato e arrestato più volte.
Il 14 aprile 2012 viene condannato a 6 anni di prigione dal giudice Abolghassem Salavati per "propaganda contro il regime" (1 anno) e "cospirazione contro la sicurezza nazionale" (5 anni).
Nel maggio 2022 viene nuovamente arrestato per aver organizzato un incontro con due sindacalisti francesi Cecile Kohler e Jacques Paris.
Nel giugno 2023 scrive una lettera dalla prigione di Evin rivolta alla Conferenza annuale dell’Organizzazione internazionale del lavoro (tenutasi dal 5 al 16 giugno a Ginevra): "[...]sin dalla sua nascita, l’establishment al potere in Iran ha fatto ricorso a una repressione aperta e brutale contro l’intera classe operaia. La sua prima misura è stata quella di cancellare le tutele legali a beneficio dei sindacati e delle altre organizzazioni indipendenti del movimento operaio. Le ha sostituite con organizzazioni sponsorizzate dallo Stato, come la Casa dei Lavoratori, i Consigli islamici del lavoro e l’Assemblea dei rappresentanti dei lavoratori. Tutte queste organizzazioni operano sotto il comando e la direzione del governo. Agiscono come polizia segreta nelle fabbriche e nei luoghi di lavoro, assicurandosi che le proteste dei lavoratori restino inascoltate.
Identificano i lavoratori che protestano e li segnalano alle forze di sicurezza o alla direzione.
Nell’azienda di trasporto pubblico locale di Teheran, ad esempio, i Consigli islamici del lavoro hanno identificato e segnalato gli autisti che protestavano alla sicurezza interna dell’azienda e al consiglio di sicurezza della provincia e, su ordine delle forze di sicurezza, hanno licenziato chi protestava."